# الكتلة الديمقراطية (المغرب)

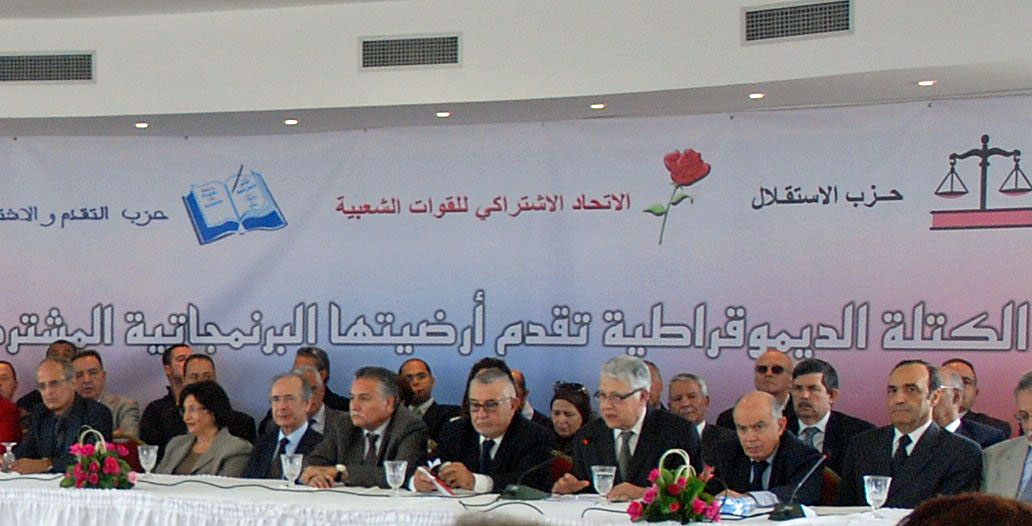
الكتلة الديمقراطية (المغرب)

الكتلة الديمقراطية تحالف سياسي لأحزاب مغربية يقوده (الاتحاد الاشتراكي للقوات الشعبية) و(حزب الاستقلال) و(حزب التقدم والاشتراكية). ويضم أحزاباً أخرى صغيرة.

## مصدر
1. ↑  بنكيران رئيسا للحكومة بالمغرب - الجزيرة نت - 31-11-2011 "نسخة مؤرشفة". مؤرشف من الأصل في 2012-01-01. اطلع عليه بتاريخ 2011-11-30.{{استشهاد ويب}}:  صيانة الاستشهاد: BOT: original URL status unknown (link)